# Hypercompe confusa
Hypercompe confusa là một loài bướm đêm thuộc phân họ Arctiinae, họ Erebidae.